# Petra Thümer
Petra Thümer, född 29 januari 1961 i Karl-Marx-Stadt i Sachsen, är en före detta östtysk simmare.
Thümer blev olympisk guldmedaljör på 400 meter och 800 meter frisim vid sommarspelen 1976 i Montréal.